# 小山悌

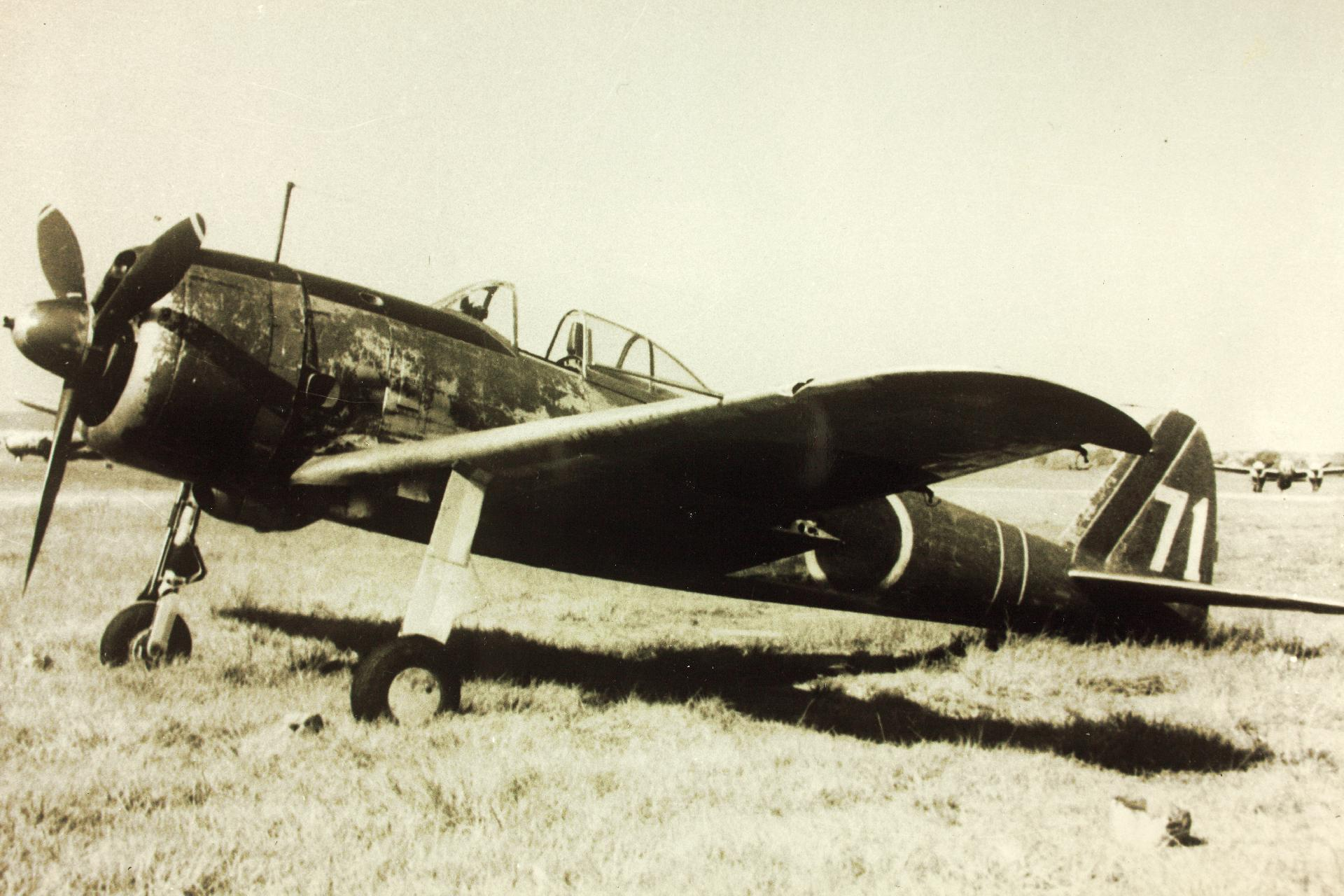
一式戦「隼」

小山悌（こやま やすし、1900年（明治33年） - 1982年（昭和57年）8月25日）は、日本の航空機・林業機器技術者、実業家。第二次世界大戦中は中島飛行機技師長・取締役、中島飛行機三鷹研究所長・黒沢尻製作所長（第1軍需工廠第21製造廠長）、戦後は岩手富士産業（中島の後身富士重工業系、現・イワフジ工業）取締役。
大日本帝国陸軍（陸軍航空部隊）の九七式戦闘機・一〇〇式重爆「呑龍」・一式戦闘機「隼」・二式戦闘機「鍾馗」・四式戦闘機「疾風」の設計主務者であり、戦前日本を代表する航空機技術者であった。

## 概要

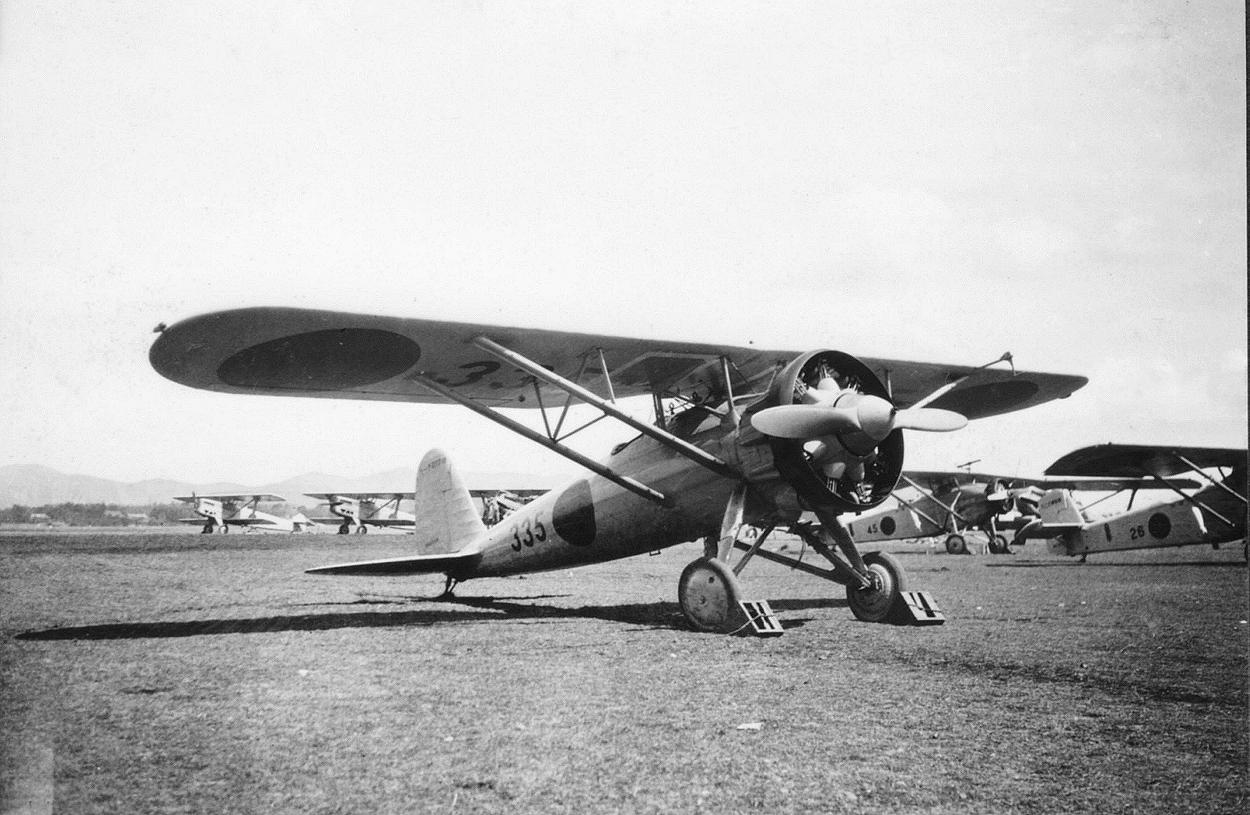
九一戦

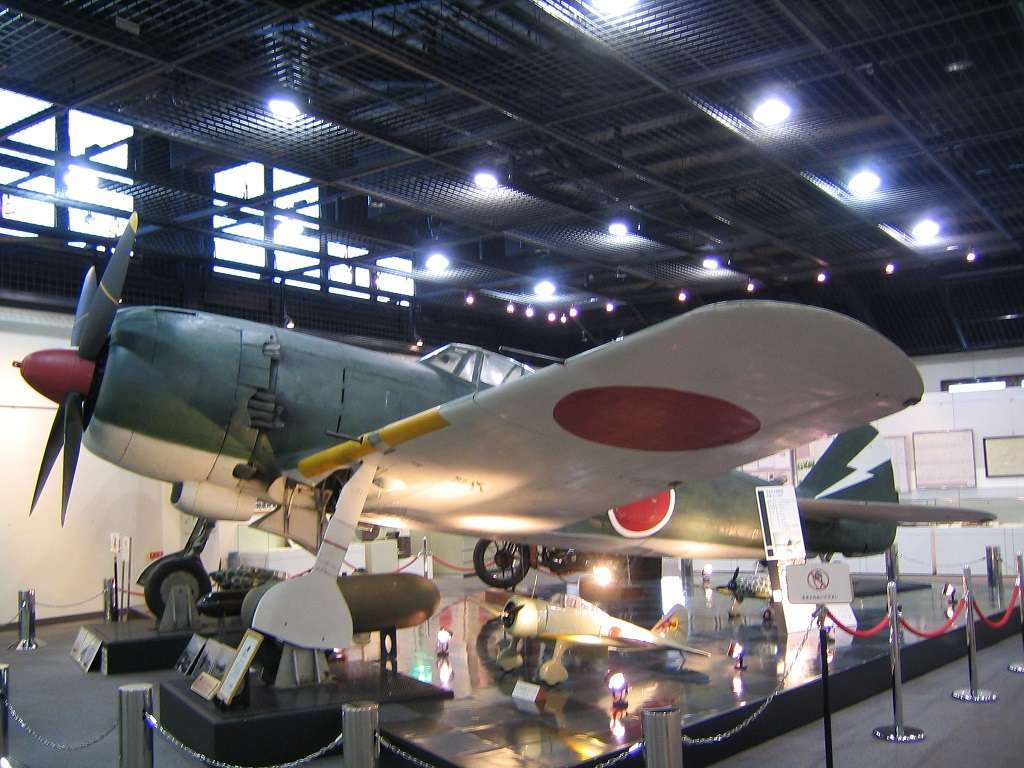
四式戦「疾風」

第二高等学校を経て、1922年（大正11年）4月に東北帝国大学工学部機械科進学。卒業後は理学部助手を務め、1925年（大正14年）12月に一年志願兵（学歴と財力を持つ者を対象に短期間の現役期間の後に予備役幹部に登用する制度、のちの幹部候補生制度）として帝国陸軍の電信部隊（在中野）に入営する。
なお、当初小山は航空機設計に対し興味は特に無かったが、一年志願兵時代に休日外出で訪れる叔父宅（在蒲田）にて、中島飛行機創業者・中島知久平と海軍機関学校同期であった叔父の度重なる勧めを受けて満期除隊後の中島入社を決意している。
1926年（昭和元年）12月28日、25歳の小山は中島飛行機製作所（のち中島飛行機株式会社）に入社。航空先進国であるフランスの航空機産業に学んでいた当時の日本航空機産業（およびフランス陸軍航空部隊（フランス空軍）を師としている日本軍航空部隊）にとって、学生時代よりフランス語に堪能であった小山の存在は貴重なものであり、ニューポールやブレゲーの資料を翻訳する傍ら設計技術を磨いた。その様な状況で翌1927年（昭和2年）4月、早くも小山は当時の甲式四型戦闘機に代わる陸軍次期主力戦闘機の開発に関与する。ニューポールの招聘技師アンドレ・マリーを設計主務者（および助手ロバン）に、小山と同僚の大和田繁次郎が補助して設計された試作機・中島NCは、三菱重工業のIMF2「隼」や川崎航空機のKDA-3を抑え陸軍に採用、1931年（昭和6年）12月に九一式戦闘機として制式制定された。
こののち、航空機設計の才能を開花させた小山は陸軍機を中心に数々の機体開発に携わり、特に1936年（昭和11年）に全金属製低翼単葉戦闘機である九七式戦闘機（キ27）を、1937年（昭和12年）末以降には著名な一式戦闘機「隼」（キ43）、重単座戦闘機たる二式戦闘機「鍾馗」、さらに太平洋戦争（大東亜戦争）開戦直後の1941年（昭和16年）末以降はそれらの集大成として、「日本軍最優秀戦闘機」と謳われる四式戦闘機「疾風」（キ84）の開発を設計主務者として手がけた。なお、小山は機体設計部門における中島の重鎮であるためこの他多数の機体にも関係している。
敗戦を工場疎開先の中島飛行機黒沢尻製作所長（第1軍需工廠第21製造廠長）として迎えた小山は、軍用機開発の要職にあったことから公職追放にかかり林業機器の技術者となる。1952年（昭和27年）に追放解除となると、旧中島飛行機の後身である富士産業（富士重工業の前身）系である岩手富士産業（旧・中島飛行機黒沢尻製作所、現・イワフジ工業）の取締役に就任。しかし、小山は他多数の航空機技術者と異なり戦後の航空機産業に復職することや、自動車産業・鉄道産業に移ることは拒み続け、以降1974年（昭和49年）に引退するまで20年以上に渡り岩手富士産業にて林業機器の技術者として過ごした。このことに関して小山は「日本の国力回復の基は、まず山林の開発であると思ったのです。また、私自身、そうした仕事が好きだったここともあるのでしょうが……」と語っている。1962年（昭和37年）には林業関係の東京大学学位論文で「農学」博士。
さらに小山はその責任から戦後は多くを語ることは無く、メディアへの露出も極めて少なく回顧録なども残さなかった。そのため、小山は国産機創成期の九一戦から一式戦「隼」を経た集大成たる四式戦「疾風」に深く携わった、戦前日本の航空機産業を代表する大物でありながら、戦後の知名度は航空機産業に復職しメディアへの露出も積極的に行い己の業績を誇っていた三菱の堀越二郎（零式艦上戦闘機等の設計主務者）、川崎の土井武夫（三式戦闘機「飛燕」等の設計主務者）等と異なり極めて低い。
なお、小山は戦後、以下の如く語っている。
1982年（昭和57年）8月25日、死去。

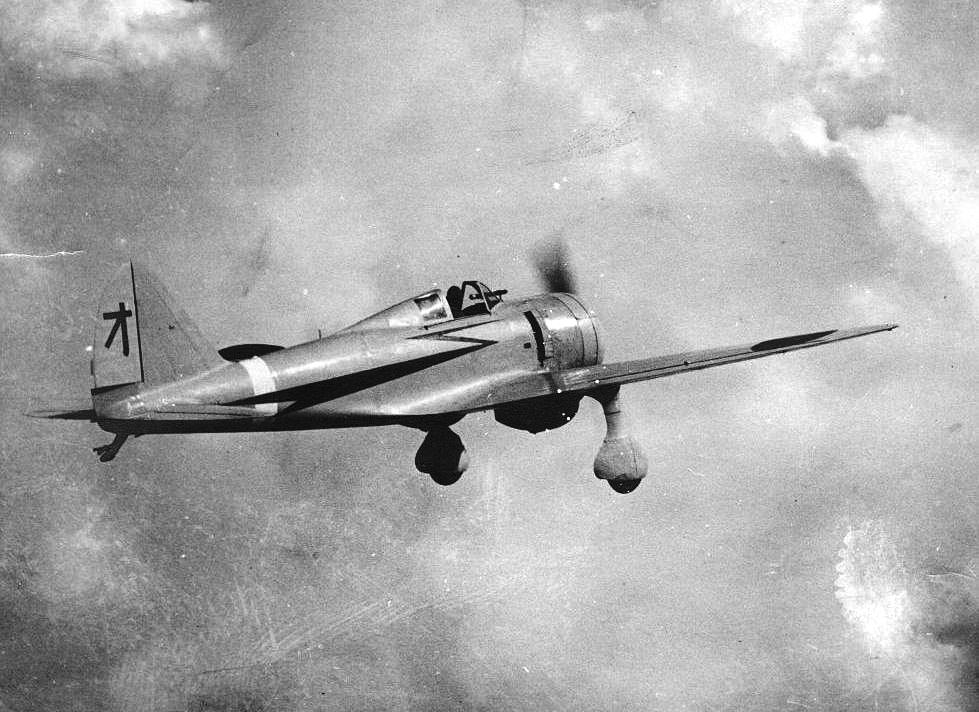
九七戦
九七戦
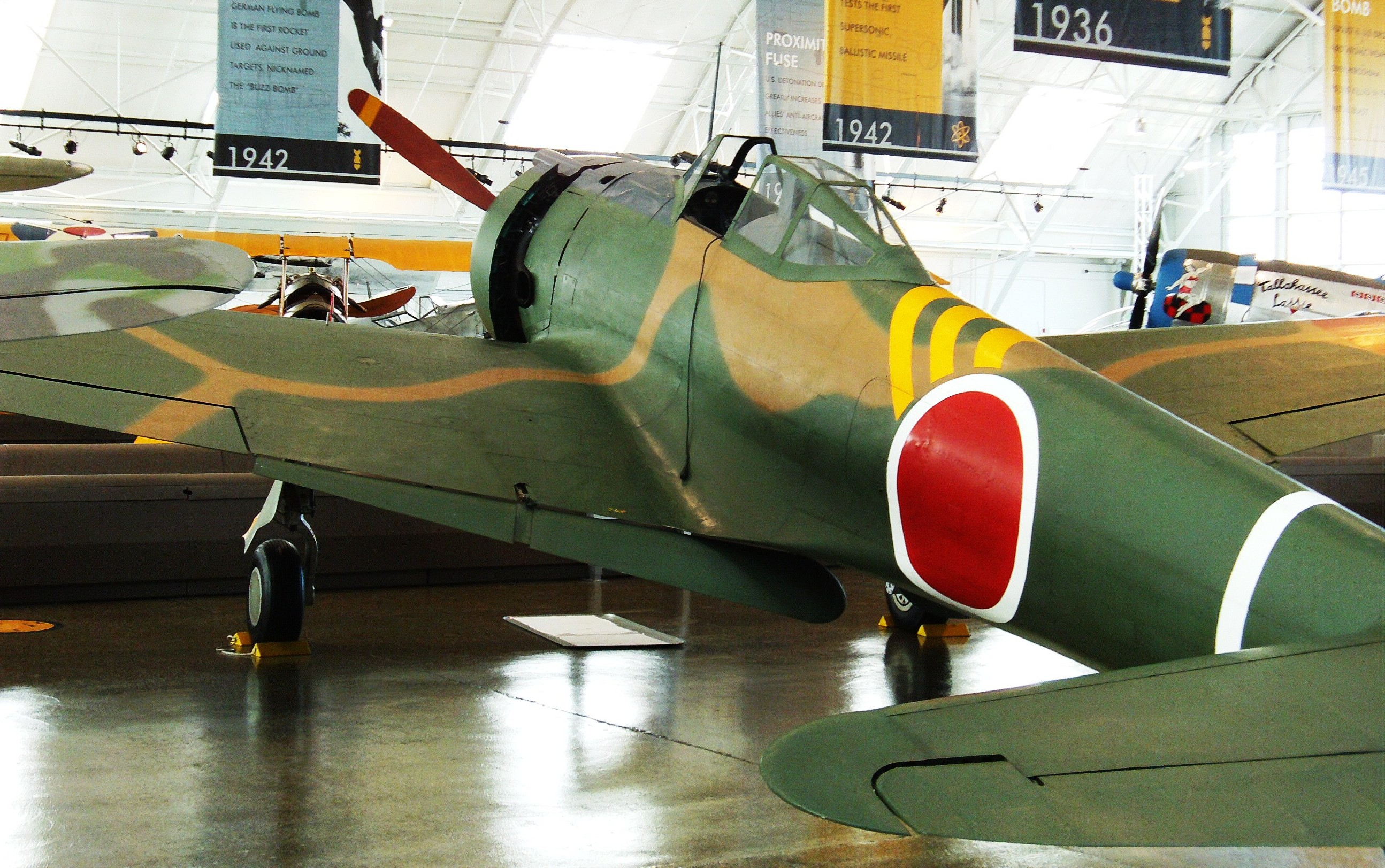
一式戦「隼」
一式戦「隼」
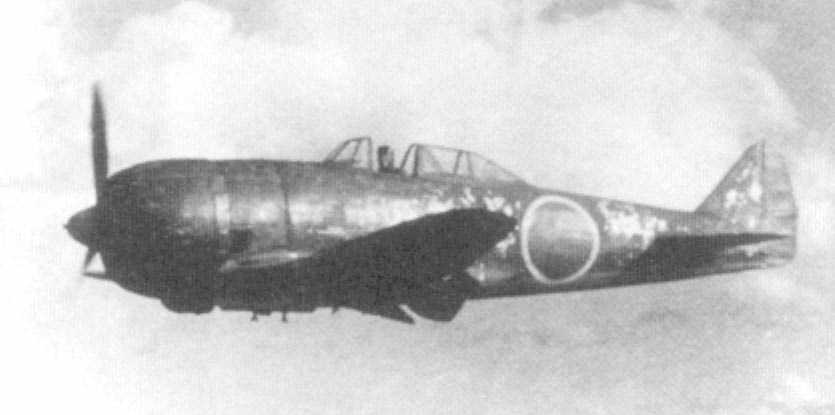
二式戦「鍾馗」
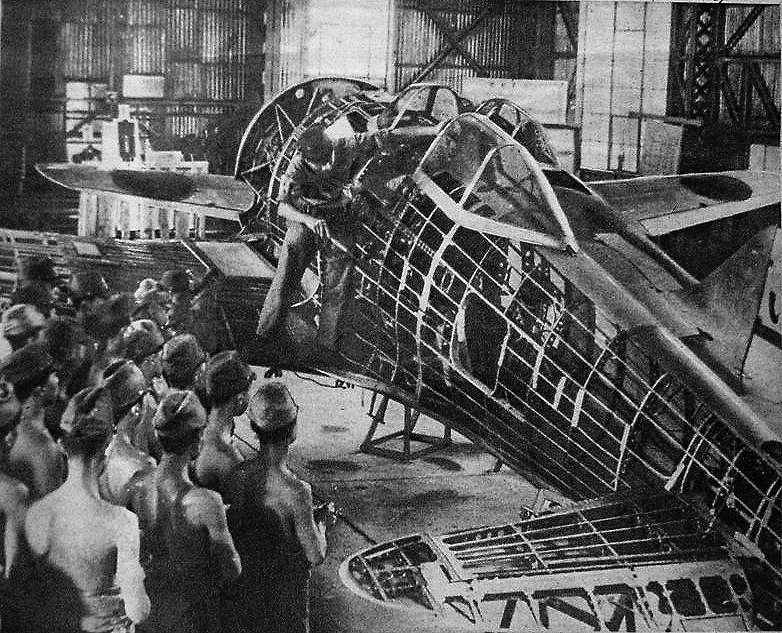
二式戦「鍾馗」
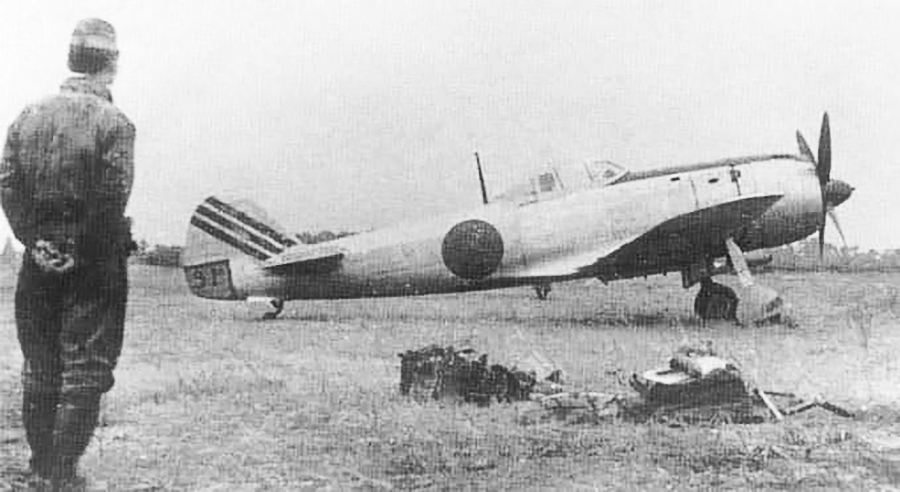
四式戦「疾風」
四式戦「疾風」

## 小山悌に関連する作品
- 『銀翼のアルチザン』 - 長島芳明の小説。小山の生涯を追う[8]。ISBN 4041059275